# 장루이민

서명

장루이민(중국어: 張瑞敏, 1949년 1월 5일 ~ )은 중국의 기업인으로 하이얼의 회장이다.

## 생애
장루이민은 1949년 중국 산둥성에서 노동자의 아들로 태어났다. 문화대혁명기에 고등학교를 다닌 그는 1968년 칭다오의 강철공장에 견습생으로 취직했다. 모범 근로자를 거쳐 곧 공장감독관이 되었고, 산둥성칭다오가전공사 부경리로 승격되는 등 승승장구했다.
1984년에는 하이얼 그룹의 전신인 칭다오 냉장고의 공장장으로 취임했다. 1991년에는 하이얼 그룹을 설립하고 회장으로 취임했다.